# Fredrik Bernhard Cöster

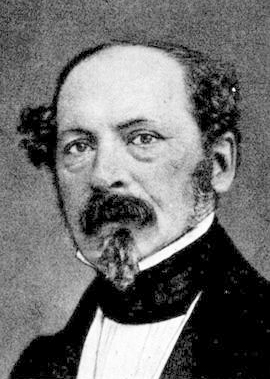
Fredrik Cöster.
Fotografi.

Fredrik Bernhard Cöster, född 9 februari 1797 i Halmstad, död 30 juni 1878 i Linköping, var en svensk militär, journalist och postmästare.

## Biografi
Cöster blev kapten i armén 1831, och var postmästare i Sollefteå 1846–1855, samt redaktör för Nya Norrköpingskuriren 1859–1862.
Han skrev den kända, av Bernhard Crusell tonsatta, Hell dig, du höga Nord och utgav några diktsamlingar, reseskildringar och översättningar.
Han gifte sig 1830 med Ebba Eleonora Iserhjelm (1806–1865). Deras dotterson Hjalmar Hammarskjöld var statsminister från 1914 till 1917.

### Översättningar
- Ader, Jean Joseph (1829). Franska arméns expedition till Egypten och Syrien åren 1798-1801 / af Ader ; öfversättning. Stockholm. Libris 2413784
- Daumont, Alexander (1834-1835). Resa i Sverige år 1830 : innehållande underrättelser rörande detta rikes handel, sjöfart, jordbruk, bergsrörelse .... Stockholm. Libris 1722522. https://runeberg.org/daumresa
- Faye, Andreas (1842). Norriges historia. Stockholm: Bagge. Libris 2013407
- På ångbåten : samling af valda noveller i svensk öfwersättning. Stockholm: Bagge. 1842. Libris 2813963 - Översättning från flera språk.